# Бакуль, Валентин Николаевич
Валентин Николаевич Бакуль (укр. Валентин Миколайович Бакуль; 1908—1978) — учёный-материаловед, организатор науки и производства, профессор, доктор технических наук (1968), заслуженный деятель науки и техники УССР (1968).

## Биография
Родился 29 июля (11 августа) 1908 года в с. Чернышовка Брацлавского уезда Подольской губернии (ныне в составе пгт Брацлав Немировского района Винницкой области) в семье армейского офицера.
После ранней смерти отца — с 12 лет он батрачил на табачных плантациях. Затем окончил профшколу и работал слесарем на заводе с одновременной учёбой на вечернем отделении Харьковского политехнического института. Со 2-го курса института был исключен по доносу за скрытие социального происхождения (сын царского офицера). Но Бакуль учится самостоятельно и в 1929−1932 годах работает конструктором, а затем и ведущим специалистом — начальником конструкторского бюро Всесоюзного объединения каменноугольной промышленности «Уголь». В 22 года Бакуль регистрирует своё первое изобретение по усовершенствованию работы угольных врубовых машин. Его доклад по применению твердых сплавов в горной промышленности на Всесоюзном научно-техническом совещании в г. Москве в 1932 году получает высокую оценку и его приглашают на техническое совещание в Кремль, которое проводит нарком Г. К. Орджоникидзе.
До 1941 года В. Н. Бакуль работал начальником отдела Харьковского завода «Союзтвердосплав». В начале Великой Отечественной войны эвакуируется с заводом на Урал (в Пермскую область), где руководит цехом инструментального производства. В 1944 году Бакуль возвратился вместе со своим заводом в освобожденный Харьков. За самоотверженную работу для фронта он получил первую награду — орден «Знак Почета». В этом же году завод № 186 реорганизовали в «Гидропривод» и Бакуль становится его главным конструктором и начальником цеха. В 1949 году его назначают начальником Харьковского филиала Всесоюзной конторы «Твердосплав».
Имея за плечами 30-летний трудовой стаж, он продолжает учиться и в 1950 году с отличием оканчивает Московский всесоюзный заочный политехнический институт. Исследования по обработке строительного камня стали основой кандидатской диссертации, успешно защищенной В. Н. Бакулем в 1958 году в Академии архитектуры СССР (г. Москва).
В 1957 году «Твердосплав» переводится в Киев и преобразуется в ЦКТБ твердосплавного и алмазного инструмента. Начинается новый двадцатилетний период яркого творчества В. Н. Бакуля. Основываясь на научных результатах в синтезе алмазов, полученных в Московском институте физики высоких давлений АН СССР группой исследователей под руководством Л. Ф. Верещагина, в 1960 году В. Н. Бакуль выходит в правительство СССР с предложением организовать в Киеве промышленный выпуск синтетических алмазов на базе руководимого им ЦКТБ. Именно Бакуль был тем человеком, который смог уже в 1961 году (год создания института) организовать выпуск первых двух тысяч карат синтетических алмазов, а начиная с 1963 года — организовать серийный выпуск синтетических алмазов на своём опытном производстве в объёмах, полностью удовлетворяющих потребность страны в те годы.
16 лет работы института под руководством В. Н. Бакуля отмечены разработкой и совершенствованием технологических процессов синтеза новых сверхтвердых материалов различного назначения, изучением их физико-химических и механических свойств, созданием новых видов аппаратов высокого давления, другого оборудования, испытательных стендов и приборов. За эти годы было получено более 550 авторских свидетельств на новые разработки, 132 зарубежных патента и 26 свидетельств о регистрации товарных знаков за рубежом, разработано 28 государственных стандартов. В эти годы подготовлены и защищены 63 кандидатские и 2 докторские диссертации. Сотрудниками опубликовано 800 работ в периодических научных изданиях. Всего до 1977 года было выпущено более 1200 изданий брошюр, рекомендаций, буклетов, рекламных материалов тиражом более 2 млн экземпляров. С 1969 года выпускался 6 раз в год научно-производственной сборник «Синтетические алмазы» тиражом 8 тысяч экземпляров, из которых 1200 экземпляров отправлялись в более 30 стран мира. Непосредственно под научным руководством Бакуля защитили кандидатские диссертации 23 аспиранта и соискателя. В. Н. Бакуль опубликовал более 300 работ, получил 91 авторское свидетельство на изобретения и 148 зарубежных патентов по 15 заявкам в 16 зарубежных странах.
Был членом КПСС, кандидатом в члены Центрального Комитета Коммунистической партии Украины.
Умер 5 июня 1978 года в Киеве.

## Память
- Институту сверхтвёрдых материалов АН УССР в 1990 году присвоено имя В. Н. Бакуля.
- Ежегодно Почетными Бакулевскими медалями и Почетными Бакулевскими грамотами награждаются сотрудники Института сверхтвердых материалов им. В. Н. Бакуля, показавшие лучшие научные и практические результаты.

## Награды
- Герой Социалистического Труда (1963, за разработку промышленного синтеза алмазов).
- Награждён двумя орденами Ленина, орденом Знак Почёта, другими орденами и медалями.
- За особо выдающиеся заслуги в области синтеза сверхтвердых материалов Академия наук СССР в 1967 году присвоила ему ученую степень доктора технических наук «Honoris causa».